# ウィキペディア・レボリューション
『ウィキペディア・レボリューション：世界最大の百科事典はいかにして生まれたか』 (The Wikipedia Revolution: How a Bunch of Nobodies Created the World's Greatest Encyclopedia) は、ニューメディア研究者で作家のアンドリュー・リーが2009年に出版した、ポピュラーヒストリーの書籍である。
出版当時この本は、オンライン百科事典であるウィキペディア (英語版) についての「唯一の物語的叙述」であった。記述の範囲は、ウィキペディアが創設された2001年初頭から、2008年初頭までである。ポピュラーヒストリーとして記述され、内容はジミー・ウェールズ、ラリー・サンガー、ウォード・カニンガムの略伝から、Essjay騒動やウィキペディアにおけるシーゲンソーラーの経歴論争のような、ウィキペディアの歴史における悪名高い出来事の簡単な説明にまで及んでいる。
リーは、ネットニュース、ハイパーカード、スラッシュドット、ミートボールウィキを含む、ウィキペディアへの初期の影響の重要性について書いている。彼はまた、ドイツ語版ウィキペディア、中国語版ウィキペディア、日本語版ウィキペディアといった姉妹プロジェクトに見られる文化的相違についても解説している。この本はまた、共同創設者ラリー・サンガーによる、ウィキペディアの分岐が元のシチズンディウムプロジェクトについても記述している。

## ポイント
ウィキペディアは創設以来、急速に成長した。2009年時点で、ウィキペディアへの経路の半分以上はグーグルからである。2003年時点について、リーは次のように語っている。
英語版には10万以上の記事があり、商業オンライン百科事典と肩を並べた。ウィキペディアが大リーグに参加したことは明らかだ。
リーはそれを説明する。
ウィキペディアは、供給と需要の両面から、瞬く間に現象となった……バランスのとれた信頼できる内容は貴重な製品で、需要が高い。インターネットには、蓄えた深い知識を共有したいというボランティアが数多くいるが、彼らは地理的にも移動手段でも遠く分散していた。この二つの要素を繋げるオンライン広場を提供することで、ウィキペディアが出来上がった。
創設者のウェールズは、「私たちはインターネットを失敗にはしない」と語った。一方リーは、何人かの「いたずら者」が「生意気なテキストのかたまりを挿入した」と語っている。

## 各章の概要
以下は日本語訳『ウィキペディア・レボリューション』による。

### 第1章 ウィキ現象
2001年にアメリカで発足したウィキペディアが、2005年ドイツのフランクフルトで第1回ウィキマニアを開催し、各国から参加者が集まった熱気をレポートする。広告を載せようとしてスペイン語版が離脱したことなどの問題点にも触れ、本書全体を概観している。

### 第2章 ヌーペディア
まず百科事典の歴史に触れ、米国アラバマ州で生まれたジミー・ウェールズが幼少期に触れた百科事典のエピソードを記す。彼は大学を出てシカゴの貿易会社で金融取引に親しむ。インターネットが普及しだし、妻とドットコム・ビジネスのBomis社を1996年設立した。フリー・ライセンス、リナックスなどが広まり、オンライン百科事典ヌーペディアの発想につながる。哲学を学んだラリー・サンガーが加わり、2000年ヌーペディアが始動した。多くの専門家が参加し厳密なルールで作業が進んだが、初年度は12の記事しか出来上がらなかった。

### 第3章 ウィキの起源
コンピュータ・サイエンスを学んだウォード・カニンガムは、1987年知識共有にハイパーカードが役立つと知る。1990年ティム・バーナーズ=リーがWWWで文書を共有するアイデアを発想した。1994年ウォードはハイパーカードをインターネットで試行するシステムを、ウィキウィキウェブと名付ける。これに興味を持つプログラマがウィキ・コミュニティを結成し、それに加わったスニール・シャーはミートボールウィキプロジェクトを設立した。このコミュニティにいたベン・コヴィッツはラリー・サンガーの友人で、彼とウェールズにウィキウィキウェブを紹介した。

### 第4章 ウィキの登場
2001年1月10日、ウェールズはウィキ・ソフトウェアをインストールしヌーペディアに使おうとしたが、カジュアルで自由過ぎるとヌーペディアンの評判が悪く、1月15日に並行プロジェクトとしてWikipedia.comが発足する。参加者は続々と増え、月末には600の記事が書き込まれた。2月にかけてユーザー投稿型のニュースサイトであるスラッシュドットの読者がウィキペディアになだれ込み、執筆、編集、修正を加えた。ボランティアが百科事典を作るというアイデアは、実はオックスフォード英語大辞典にもあった。GFDLライセンス、UseModWiki、名前空間、そしてサイバー負荷の増大について述べる。

### 第5章 コミュニティの力（ピラニア効果）
ウィキペディアの編集者は記事の編集履歴やウォッチリストを通じて、状況の変化を刻々と知る。このシステムのおかげで指揮系統が一切なくても、膨大な数の匿名ボランティアが巨大な百科事典を作り上げられた。ユーズネットと呼ばれるネットニュースでのユーザーの礼儀正しさが、ウィキペディアにも反映された。ウィキペディアの記事は1年で2万にのぼった。ウィキペディアの仕組み、記事の編集、管理者、テンプレート、ボット、ピア・プロダクション、ガイドライン、何を収録すべきか、グダニスクとダンツィヒの編集合戦などに触れる。

### 第6章 国際化するウィキペディア
世界にはウィキペディアが唯一の百科事典であるという言語も少なくない。スペイン語版離脱の顚末。多言語対応のために、UTF-8を導入した。日本語版ウィキペディア、ドイツ語版ウィキペディア、中国語版ウィキペディア、セルビア語版/カザフ語版ウィキペディア、アフリカの言語のそれぞれの状況を述べる。2008年時点でウィキペディアは、253の言語で書かれた。

### 第7章 トロール、荒らし、ソックパペット
オンライン・コミュニティには以前から、不和の種をまき炎上を起こすのに喜びを感じる、トロールと呼ばれる人たちがいる。ウィキペディアでは当初、トロールの傾向のあるユーザーに寛容だったが、厳格なラリー・サンガーには我慢ならなかった。2002年3月に彼はウィキペディアを去り、ウェールズが窓口となった。荒らしと呼ばれる迷惑編集にも、ページの巡回パトロールなどで対応していった。ユーザーが別のアイデンティティになりすます追加アカウントであるソックパペットも、迷惑だった。ウェールズの手に負えなくなると、調停委員会と裁定委員会が2004年に設立され、対処に当たった。

### 第8章 コミュニティの危機
ウィキペディアの人気が高まりアクセス数が増えてくると、燃え尽きたり挫折したユーザーがコミュニティを去るようになった。ウィキペディアンは互いの努力を認め合い賞賛するバーンスターの規定を作り、貢献者を讃えるようになった。ウィキペディアを批判する様々な出来事、シーゲンソーラー事件、Essjay騒動などに触れる。

### 第9章 ウィキペディア、波を起こす
ウィキペディアが成功し存在が大きくなると、様々な影響が起きるようになった。例としてオンライン百科事典のマイクロソフト・エンカルタ、ロサンゼルス・タイムズ紙の社説を共同編集するウィキトリアル、ブリタニカの反応、ラリー・サンガーが新たに設立したオンライン百科事典シチゼンディウムなどが挙げられている。ウィキペディアの抱える問題点の一つは、記事の統一性や整合性に欠けることである。またあまりにも巨大なプロジェクトになったため、2003年に設立されたウィキメディア財団は、非営利組織の運営、財務、資金調達に常に対応を迫られている。右肩上がりの成長は神話に過ぎない。一方ウィキソースやウィキメディア・コモンズなど新しいプロジェクトも開始してきた。この壮大な百科事典をいかに永続的に維持できるかが、今後の課題である。

### あとがき
（あとがきは著者ではなく、コミュニティから寄せられた声の集大成である。）
2001年に始まったウィキペディアは短期間に急成長したが、誰でも編集できるという特性からは様々な問題が発生している。編集方法も複雑化し、管理者の仕事も増えた。ウィキメディア財団との関係、法的立場、記事の安定性、といった問題もある。ウィキペディアはインターネットによるコラボレーション・プロジェクトの先頭に立ち続けられるだろうか。

### 謝辞
2003年に香港大学のキャンパスで本書のアイデアが生まれてからの経緯と謝辞。

### 訳者あとがき
翻訳に当たって実際にウィキペディアを編集し記事を執筆した体験談。

### 注、索引
原書には注と索引があるが、日本語訳には無い。

## 評価
『ウォール・ストリート・ジャーナル』紙には次のように書かれている。 
ほんの数年前まで、これまでに出た最大のレファレンスブックは、『永楽大典』と呼ばれるものだった。これは1408年に中国で出たもので、2000人の学者の知識を結集した何千巻にも上る大プロジェクトだった。およそ600年後、その規模と内容を凌駕するウィキペディアが、職員は25人以下で公式編集者は無しで出来上がった。
『ウォール・ストリート・ジャーナル』はまた、リーの本もウィキペディアそのものだ、と書いた。
『デイリー・テレグラフ』紙は、著者は「ウィキペディアンの特質の活き活きと伝え、それを生んだコンピュータ文化の有益な入門書を提供した」と評した。

## 出版
- Lih, Andrew (March 17, 2009). The Wikipedia Revolution: How a Bunch of Nobodies Created the World's Greatest Encyclopedia. Hyperion. ISBN 978-1-4013-0371-6.
- Lih, Andrew (March 19, 2009). The Wikipedia Revolution: How a Bunch of Nobodies Created the World's Greatest Encyclopedia. Aurum. ISBN 978-1-84513-473-0.
  - アンドリュー・リー著、千葉敏生訳『ウィキペディア・レボリューション : 世界最大の百科事典はいかにして生まれたか』早川書房、2009年8月　ISBN 978-4-15-320005-0